# Ivan Zaitsev
Ivan Zaytsev (Spoleto, Italia; 2 de octubre de 1988) es un jugador profesional de voleibol italiano de origen ruso, titular en la  selección italiana y en el cucine lube civitanova. Se le considera uno de los mejores jugadores de voleibol de la historia.

## Trayectoria
Es hijo de Vyacheslav Zaitsev, miembro del Volleyball Hall of Fame e integrante de la Selección de voleibol de la Unión Soviética consiguiendo un oro y dos platas olímpicas que marchó a Italia tras haber jugado en el VKA Leningrado con quien ganó dos  CEV Cup, y de Irina Pozdnyakova, plata en el Europeo de Natación de Utretch en 200 metros braza. Ivan se forma en la cantera del Perugia Volley, debutando como armador con el primer equipo en la Serie A en la temporada 2004/2005 con tan solo 17 años. Entre 2006/2007 y 2011/2012 juega en el M. Roma Volley, a excepción de la temporada 2007/2008 en la cual juega cedido al Top Volley Latina, mudando su posición en la de receptor/atacante.  Con el equipo romano gana su primer título, la Copa de Italia de Segunda División en 2009/2010.
En la temporada 2012/2013 ficha por el Lube Macerata, ganando la Supercopa de Italia en su primer partido y siendo nombrado MVP. Desde la temporada siguiente es el capitán del equipo, tras la marcha de Christian Savani y al final de la misma consigue levantar su primer título de  Liga. Tras su consecución, anuncia su marcha al Dinamo de Moscú de la Superliga rusa, donde consigue ganar su primer título europeo, la Copa CEV 2014/2015, tras derrotar el Trentino Volley en la doble final. En verano de 2016 regresa a Italia en el Sir Safety Perugia y al año siguiente logra el triplete Supercoppa, Copa de Italia y Campeonato. Al final de la temporada ficha por el Pallavolo Modena donde es nombrado capitán y levanta la Supercopa de Italia de 2018 en su segundo partido con el conjunto emiliano.
Internacional con la  selección italiana desde 2008, cuando adquirió la nacionalidad italiana. Con ella, ha ganado los  Juegos Mediterráneos de 2009,  las medallas de plata en los  Campeonatos Europeos de 2011 y de 2013 y las de bronce en los  Juegos Olímpicos de Londres 2012, en la Liga Mundial 2013 siendo también incluido en el equipo ideal del torneo, y en Liga Mundial 2014.
En 2015 lidera a Italia hasta la medalla de plata en la Copa Mundial y la de bronce en el  Campeonato europeo. En verano 2016 participa en su segunda cita olímpica en los  Juegos de Río de Janeiro 2016 y gana la medalla de plata.

## Palmarés

### Campeonatos
- Segunda División de Italia A2 (1): 2009/2010
- Copa de Italia A2 (1): 2009/2010
- Supercopa de Italia (3): 2012, 2017, 2018
- Campeonato de Italia (2): 2013/2014, 2017/2018
- Copa Italia (1): 2017/2018
- Copa CEV (1): 2014/2015